# 點菸器

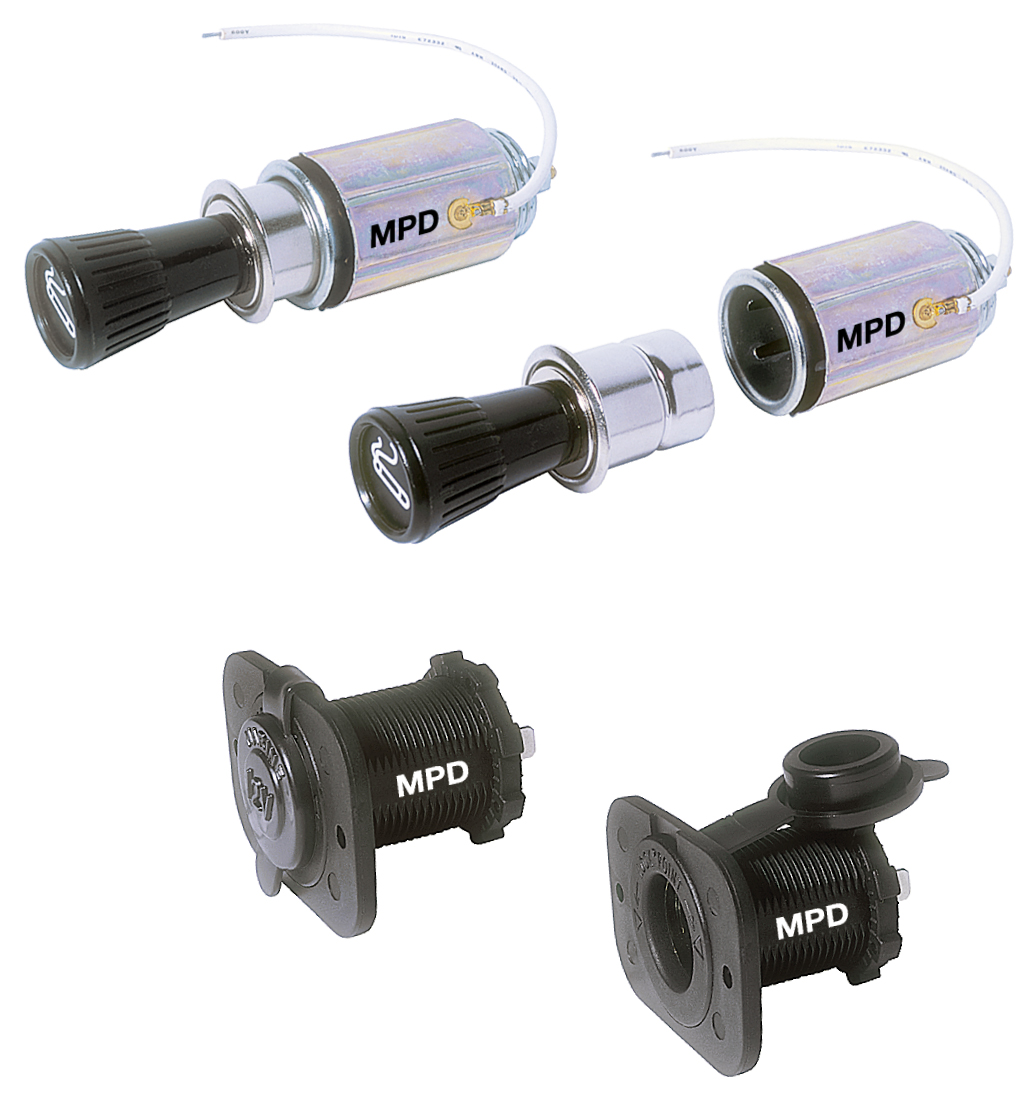
各式金屬製及塑膠製的點煙器插頭與插座

點菸器是汽車裡面的一個電氣裝置，原先被設計為用來點燃捲菸；現被用來當作供應12伏特直流電的連接介面，用以在車內提供攜帶式設備電源，並可連接變壓器以提供家用100至240伏特交流電或是5伏特的USB電源。雖然點菸器目前廣泛地使用於各式汽車內，但作為一個直流電接頭，它卻有著額定容量不高，最大電流只能到15至20安培且容易接觸不良等缺點。

## 註解
1. ↑  實際上汽車引擎帶動的發電機運作時，電壓約13.5伏特